# 5 000 meter för damer i friidrott vid olympiska sommarspelen 1996
5 000 meter för damer vid olympiska sommarspelen 1996 i Atlanta avgjordes den 26-28 juli. 

## Medaljörer
| Gren        | Guld               | Guld          | Silver                | Silver   | Brons                    | Brons    |
| 5 000 meter | Wang Junxia · Kina | 14.59,88 (OR) | Pauline Konga · Kenya | 15.03,49 | Roberta Brunet · Italien | 15.07,52 |

## Resultat

### Final
| Placering | Namn                   | Final       | Försök   |
| --------- | ---------------------- | ----------- | -------- |
|           | Wang Junxia (CHN)      | 14.59,88 OR | 15.24,28 |
|           | Pauline Konga (KEN)    | 15.03,49    | 15.07,01 |
|           | Roberta Brunet (ITA)   | 15.07,52    | 15.22,58 |
| 4.        | Michiko Shimizu (JPN)  | 15.09,05    | 15.23,56 |
| 5.        | Paula Radcliffe (GBR)  | 15.13,11    | 15.23,90 |
| 6.        | Jelena Romanova (RUS)  | 15.14,09    | 15.23,37 |
| 7.        | Elena Fidatov (ROU)    | 15.16,71    | 15.17,89 |
| 8.        | Rose Cheruiyot (KEN)   | 15.17,33    | 15.26,87 |
| 9.        | Lynn Jennings (USA)    | 15.17,50    | 15.19,66 |
| 10.       | Amy Rudolph (USA)      | 15.19,77    | 15.21,90 |
| 11.       | Sara Wedlund (SWE)     | 15.22,98    | 15.20,61 |
| 12.       | Ayelech Worku (ETH)    | 15.28,81    | 15.21,59 |
| 13.       | Anne Hare (NZL)        | 15.29,11    | 15:22.31 |
| 14.       | Anita Weyermann (SUI)  | 15.44,40    | 15.19,91 |
| —         | Sonia O'Sullivan (IRL) | DNF         | 15.15,80 |

### Icke-kvalificerade
| Placering | Namn                    | Försök   |
| --------- | ----------------------- | -------- |
| —         | Claudia Lokar (GER)     | 15.28,35 |
| —         | Li Wei (CHN)            | 15:33.49 |
| —         | Silvia Sommaggio (ITA)  | 15:33.63 |
| —         | Petra Wassiluk (GER)    | 15:37.73 |
| —         | Yang Siju (CHN)         | 15:40.41 |
| —         | Mary Slaney (USA)       | 15:41.30 |
| —         | Roseli Machado (BRA)    | 15:41.63 |
| —         | Gabriela Szabo (ROU)    | 15:42.35 |
| —         | Kathy Butler (CAN)      | 15:47.50 |
| —         | Merima Denboba (ETH)    | 15:48.35 |
| —         | Cristina Petite (ESP)   | 15:48.63 |
| —         | Lydia Cheromei (KEN)    | 15:49.85 |
| —         | Harumi Hiroyama (JPN)   | 15:50.43 |
| —         | Zohra Ouaziz (MAR)      | 15:55.03 |
| —         | Katy McCandless (IRL)   | 15:55.66 |
| —         | Nina Christiansen (DEN) | 15:56.38 |
| —         | Ana Dias (POR)          | 15:57.35 |
| —         | Irina Mikitenko (KAZ)   | 15:57.67 |
| —         | Stela Olteanu (ROU)     | 15:58.28 |
| —         | Yoshiko Ichikawa (JPN)  | 15:58.90 |
| —         | Jelena Celnova (LAT)    | 15:59.00 |
| —         | Marie Davenport (IRL)   | 15:59.12 |
| —         | Isabel Martínez (ESP)   | 15:59.42 |
| —         | Sonia McGeorge (GBR)    | 16:01.92 |
| —         | Luchia Yishak (ETH)     | 16:04.29 |
| —         | Natalie Harvey (AUS)    | 16:06.45 |
| —         | Kate Anderson (AUS)     | 16:17.83 |
| —         | Robyn Meagher (CAN)     | 16:24.49 |
| —         | Alison Wyeth (GBR)      | 16:24.74 |
| —         | Marta Portoblanco (NCA) | 18:42.78 |
| —         | Rachida Mahamane (NIG)  | 19:17.87 |
| —         | Gwen Griffiths (RSA)    | DNS      |
| —         | Carolyn Schuwalow (AUS) | DNS      |